# Keiya Nakami
Keiya Nakami (中美 慶哉 Nakami Keiya?, nacido el 23 de septiembre de 1991 en Utsunomiya, Tochigi) es un futbolista japonés que se desempeña como centrocampista.

## Trayectoria

### Clubes
| Club                | País  | Año         |
| ------------------- | ----- | ----------- |
| Tochigi SC          | Japón | 2014 - 2015 |
| Sagan Tosu          | Japón | 2016        |
| Zweigen Kanazawa    | Japón | 2016 - 2017 |
| Matsumoto Yamaga FC | Japón | 2018 -      |

## Estadística de carrera

### J. League
| Club             | Año   | J. League | J. League | Copa J. League | Copa J. League | Total | Total |
| Club             | Año   | Part.     | Goles     | Part.          | Goles          | Part. | Goles |
| ---------------- | ----- | --------- | --------- | -------------- | -------------- | ----- | ----- |
| Tochigi SC       | 2014  | 15        | 1         | -              | -              | 15    | 1     |
| Tochigi SC       | 2015  | 41        | 10        | -              | -              | 41    | 10    |
| Sagan Tosu       | 2016  | 0         | 0         | 0              | 0              | 0     | 0     |
| Zweigen Kanazawa | 2016  | 21        | 2         | -              | -              | 21    | 2     |
| Zweigen Kanazawa | 2017  | 40        | 12        | -              | -              | 40    | 12    |
| Total            | Total | 117       | 25        | 0              | 0              | 117   | 25    |